# Етель Мерман
Етель Агнес Ціммерманн (англ. Ethel Agnes Zimmermann), відома як Етель Мерман (англ. Ethel Merman, 16 січня 1908 — 15 лютого 1984) — американська акторка, співачка та письменниця, одна з найзнаменитіших бродвейських виконавиць XX століття.

## Біографія
Народилася в районі Асторія на північному заході Куїнса в Нью-Йорку 16 січня 1908 року в родині бухгалтера Едварда Циммерманна і його дружини Агнес Гарднер, шкільної вчительки. 
Свою кар'єру розпочала як співачка у водевілях і до кінця 1930-х, завдяки потужному меццо-сопрано, стала провідною виконавицею в бродвейських мюзиклах. Її кінодебют відбувся в 1930 році, в наступні роки вона з'явилася в багатьох музичних фільмах і комедіях, серед яких найбільш відомими стали «Не одягаючись» (1934), «Регтайм Бенд Олександра» (1938), «Назвіть мене мадам» (1953), «Це не справа!» (1954), «Цей шалений, шалений, шалений, шалений світ» (1963) і «Аероплан!» (1980). За свій внесок в кіно Мерман удостоєна зірки на Голлівудській алеї слави.
Серед бродвейських постановок найбільш відомими з її участю стали «Назвіть мене мадам» в 1951, за роль в якому вона отримала премію «Тоні», і «Циганка» в 1959 році, де Мерман грала матір героїні Джипсі Рози Лі. Продовжувала багато виступати на Бродвеї до 1970 року, коли вирішила покинути театральну сцену. Її останньою роллю стала Доллі Леві в мюзиклі «Гелло, Доллі!», який спочатку був написаний спеціально для неї.
Мерман була в чотирьох шлюбах. Від другого чоловіка Роберта Левітта народила двох дітей. Її останнім чоловіком був актор Ернест Боргнайн, з яком вона одружилася в 1964 році і розлучилася через місяць.
У квітні 1983 року у Етель Ціммерман була діагностована гліобластома, незабаром була проведена операція з видалення пухлини. Але через кілька місяців у неї виявилися метастази, і 15 лютого 1984 роки вона померла.

## Фільмографія
- 1934: Не одягаючись / We're Not Dressing — Едіт
- 1938: Щасливе приземлення / Happy Landing — Фло Келлі
- 1938: Регтайм бенд Олександра / Alexander's Ragtime Band — Джеррі Аллен
- 1953: Назвіть мене мадам / Call Me Madam — Саллі Адамс
- 1954: Це не справа! / There's No Business Like Show Business — Моллі Донах'ю
- 1963: Цей шалений, шалений, шалений, шалений світ / It's a Mad, Mad, Mad, Mad World — місіс Маркус, теща Рассела Фінча
- 1980: Аероплан! / Airplane! — лейтенант Гарвітц

## Нагороди
- Тоні 1951 — «Найкраща акторка в мюзиклі» («Назвіть мене мадам»)
- Золотий глобус 1954 — «Найкраща акторка в музичному фільмі або комедії» («Назвіть мене мадам»)